# Donovan Mitchell
Donovan Mitchell Jr. (rođen 7. rujna 1996. u Elmsfordu, New Yorku, Sjedinjenim Američkim Državama), američki je profesionalni košarkaš koji igra za Cleveland Cavaliers  u NBA ligi. Prije dolaska u NBA, igrao je za sveučilište u Louisvilleu. Izabran je od strane Denver Nuggetsa u prvome krugu kao 13. izbor NBA drafta 2017. godine, te je kasnije poslan u Utah Jazz.

## Raniji život
Donovan Mitchell je rođen 7. rujna 1996. godine. Sin je Donovana Mitchella starijeg i Nicole Mitchell, te također ima mlađu sestru Jordan. Njegov otac Donovan bio je voditelj odnosa s igračima u New York Metsima. Donovan je odrastao u Elmsfordu, New Yorku i pohađao je školu Greenwich Country Day School u Greenwichu, Connecticutu. Tada je amaterski igrao košarku za The City i Riverside Hawks iz New York Cityja.

## Srednjoškolska karijera
Mitchell je pohađao Canterbury School u New Milfordu, Connecticutu dvije godine prije nego što je premješten na akademiju Brewster u Wolfeborou, New Hampshireu. Za vrijeme srednje škole, uz košarku, dvije godine igrao je i bejzbol, ali se fokusirao samo na košarku nakon što se premjestio na akademiju Brewster. Taj potez ga je više izložio sveučilišnim trenerima. Kasnije se upisao na sveučilište u Louisvilleu te tamo nastavio igrati košarku.

## Karijera na sveučilištu
Mitchell je odlučio nositi dres s brojem 45, iskazivajući zahvalnost Michaelu Jordanu, jer je broj 45 Jordan nosio tijekom svoje bejzbol karijere. Na prvoj godini u Louisvilleu, Mitchell je imao prosjek od 7,4 koša, 1,7 asistencije i 3,4 skoka po utakmici. Tijekom druge godine imao je prosjek od 15,6 koševa, 2,7 asistencije i 4,9 skoka po utakmici. Mitchell je šutirao 46,3 posto iz igre, imao je 35,4 posto ubačenih šuteva s linije za tri poena i 80,6 posto s linije slobodnih bacanja. Imenovan je All-Atlantic Coast Conference prvom petorkom. Nakon toga prijavio se za NBA draft 2017., ali nije odmah uzeo agenta.

## Profesionalna karijera

### Utah Jazz (2017. - danas)
Mitchell je na NBA draftu 2017. godine izabran u prvome krugu kao 13. izbor od strane Denver Nuggetsa, te je kasnije poslan u Utah Jazz u zamjeni za 24. izbor (Tyler Lydon) i Treya Lylesa. Datuma 5. srpnja 2017. godine Mitchell je potpisao četverogodišnji ugovor s Utah Jazzom. 11. srpnja iste godine potpisao je višegodišnji ugovor s Adidasom. Kasnije istoga dana, Mitchell je postigao 37 koševa protiv Memphis Grizzliesa na NBA Summer League u Las Vegasu, što je rekord ljetne lige 2017. godine. U NBA-u je debitirao 18. listopada 2017. godine te je upisao 10 koševa i 4 asistencije protiv Denver Nuggetsa. 1. prosinca 2017. godine postigao je 41 koš u pobjedi 114-108 protiv New Orleans Pelicansa, što mu je rekord karijere. Postavio je rekord za Utah Jazz kao novak i postao prvi NBA novak koji je postigao 40 koševa u igri nakon što je to napravio Blake Griffin 2011. godine. Nadmašio je rekord momčadi Darrella Griffitha koji je postigao 38 koševa 1981. godine. Mitchell je također postao sedmi novak u povijesti momčadi koji je u utakmici postigao preko 30 koševa, kao i prvi koji je u utakmici postigao preko 40 koševa. 4. siječnja 2018. godine Mitchell je imenovan novakom mjeseca zapadne konferencije za prosinac 2017. nakon što je taj mjesec imao prosjek od 23,1 poen, 3,4 asistencije, 3,2 skoka i 1,8 ukradene lopte u 34,3 minute po utakmici. 15. siječnja, Mitchell je nadmašio Karla Malonea za najviše odigranih utakmica s više od 20 postignutih koševa tijekom prve sezone u NBA-u. 2. veljače, na utakmici protiv Phoenix Sunsa Mitchell je drugi put u svojoj debitantskoj sezoni postigao 40 koševa. Tri dana kasnije NBA ga je imenovao kao jednog od natjecatelja na NBA Slam Dunk Contestu umjesto Aarona Gordona koji se ozlijedio.